# 吐蕃

吐蕃
བོད་ཆེན་པོ

西暦820年のチベット帝国の境界

吐蕃（とばん、拼音：TŭbōまたはTŭfān、チベット語：བོད་ཆེན་པོ、ワイリー転写：Bod chen po）は、7世紀初めから9世紀中ごろにかけてチベットにあった統一王国。

## 名称
བོད་ཆེན་པོ（Bod chen po）とは、「チベット」（བོད、Bod）と「偉大な」（ཆེན་པོ、chen po）で構成されている。名の由来は「偉大なチベット」という意味である。
中国では、唐が吐蕃と呼んで以来、17世紀中ごろまでチベットの総称として使用され続けた。
日本では一般的に中国名の「吐蕃」を王朝名とした他、吐蕃王国、吐蕃帝国などの呼称が用いられており、呼称は定まっていない。

## 概要
7世紀初めのソンツェン・ガンポによる統一以後、唐とは東部では吐谷渾（とよくこん）の帰属、南東部では南詔、北方では西域の東西通商路の支配権を巡って度々戦った。唐王室より公主（皇族の女性）を迎え和平を結ぶこともあったが、唐とはたびたび和平と抗争を繰り返した。安史の乱以降は唐に対して軍事的優位を保ち、河西、隴右地区とシルクロードの大部分を支配するに至った。9世紀になるとティソン・デツェン王が仏教を国教とする方針をたて（791年、サムイェー寺の宗論）、やがて仏教指導者が国政を行うようになり、大蔵経の訳出などが実施された。822年には唐との間で、対等、平等の形式で国境画定と和平を定めた条約を締結した。その後ほどなく、国内で仏教をめぐって対立が起こり、また王位継承問題から南北に分裂、やがて滅亡した。

## 歴史

### チベット高原の統一と建国
仏教書には釈迦一族の末裔を王室の起源とする神話が描かれている。中国の旧唐書では中国の遼東地方より移住した鮮卑拓跋部出身の王家を吐蕃王室の起源とする、より遅い年代の史書ではチベットの波窩地方出身とされる事が多いが信憑性は薄い。吐蕃時代の金石文では、ほぼ例外無く初代王を天の子としている。
ナムリ・ソンツェン王はラサ南東のヤルルン渓谷（ロカ地方、波窩地方）を起点として、近隣部族のセンポやタボ、東部の小部族を征服し勢力をラサ地方へ伸ばした。630年、ナムリ・ソンツェン王が反逆者によって毒殺されると、子のソンツェン・ガンポ王（在位：630年 - 650年）が即位する。633年、ソンツェン・ガンポ王は前王の死後反乱を起こした蘇毗族（スムパ）、センポ族、タボ族、大羊の反乱を平定して都をラサに定めた。史書ではインドへ人を遣って文字を学ばせ、トンミ・サンボータが数名のインドの仏教僧とともにチベット文字を創成したと書かれている。

### ソンツェン・ガンポ王の領土拡張

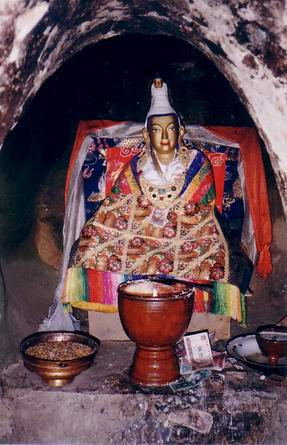
ソンツェン・ガンポ王の像

634年、ソンツェン・ガンポ王は唐へ相互に使臣を遣わし、礼物を贈りあう。さらに王国の南に位置するネパールのリッチャヴィ朝に使者を遣わし、前王アンシュ・ヴァルマー（在位: 605年 - 629年）の娘、ティツン王女（ブリクティ、ペルサ）を妃に迎える、仏教国であったネパールの影響により仏教が広まった。さらに636年、唐の太宗のもとへ妃を迎えるため使者を遣わすが、太宗に拒絶される。同年、王は20万の兵を率いて唐の強い影響下にあった青海の吐谷渾に出兵、白蘭などの羌族の部落を攻め落とし、松州（現四川省松潘県）に迫るが（松州の戦い）、唐に敗れた。その後、再び太宗のもとへ求婚の使者を送り、さらにガル・トンツェンユルスン（チベット語: མགར་སྟོང་བཙན་ཡུལ་སྲུང༌ ngar stong btsan yul srung、別名：祿東贊 ガル・トンツェン）を遣わし、金五千両を結納として贈る。
638年、ソンツェン・ガンポの息子グンソン・グンツェンが吐蕃の王に即位。これらの外交が実り、641年に唐王室の娘である文成公主（ギャサ）をグンソン・グンツェンの妃として迎える。グンソン・グンツェン王は文成公主が赭面（しゃめん：顔に赤土を塗る）の風習を嫌がったためこれを禁じるなど公主を丁重に扱った。文成公主は唐から連れてきた工匠たちに小昭寺（ラモチェ）を建立させ、釈迦牟尼像を祀り、ティツン王女（赤尊公主）の大昭寺（ジョカン寺、トゥルナン寺）建立を手伝った。このように文成公主との結婚（唐では降嫁と呼んだ）により唐との結びつきを強めた。さらに王は貴族の子弟を唐の都、長安へ留学させ、唐を参考にして吐蕃の軍事・行政制度を整えた。643年にグンソン・グンツェン王が23歳で死去し、ソンツェン・ガンポが王に復位した。なお、同年、シャンシュン王国を併合し、ナレーンドラ・デーヴァ（Narendradeva、在位:643年頃 - 679年頃）をリッチャヴィ朝の君主に据えている。
646年、ソンツェン・ガンポ王は太宗の高句麗遠征（唐の高句麗出兵）勝利の祝賀に大論ガル・トンツェンを遣わした。
647年、ヴァルダナ朝の王ハルシャ・ヴァルダナ（戒日王）が亡くなり混乱したヴァルダナ朝へ派兵し、政権を簒奪したアラナシュ（阿羅那順）を捕らえ、ヴァルダナ国を属国とした。この時、唐の使者王玄策を保護している。更に大軍を率いて当時分裂状態に陥っていたガンジス川北岸の小国を幾つか帰服させて年賦金を課した後、中部インドのマガダ国まで侵攻すると、大した抵抗に出遭うことも無く仏教寺院を略奪して多くの聖遺物を奪い、ガンジス川北岸一帯を支配下に置き帰還している。649年、唐の太宗が死去し高宗が即位すると、王は馬都尉（公主の夫が受ける官位）、西海郡王の官位、多数の礼物を受ける。さらに太宗の霊前に十五種の金銀珠玉を供え、さらに賓王の位と礼物を贈られた。 また唐の優れた工芸技術（蚕種、酒造、製紙、製墨）を取り入れるため唐から工匠の派遣を得た。ソンツェン・ガンポ王は吐蕃を発展させたが、晩年は功臣の処刑が続き、スムパ族（蘇毗）平定に大功のあったニャン・マンポジェシャンナン（チベット語: མྱང་མང་པོ་རེང་ཞང་སྣང་ nyang mang po rje shang snang、中: 娘·芒布傑尚嚢）や、蔵蕃を帰順へ導いた謀臣のキュンポプンサ（チベット語: ཁྱུང་པོ་ཕྲུང་སད khyung po spung sad、中: 瓊波·邦色）を粛清している。649年末、病のため死去した。

### ガル一族の執権と唐との戦争

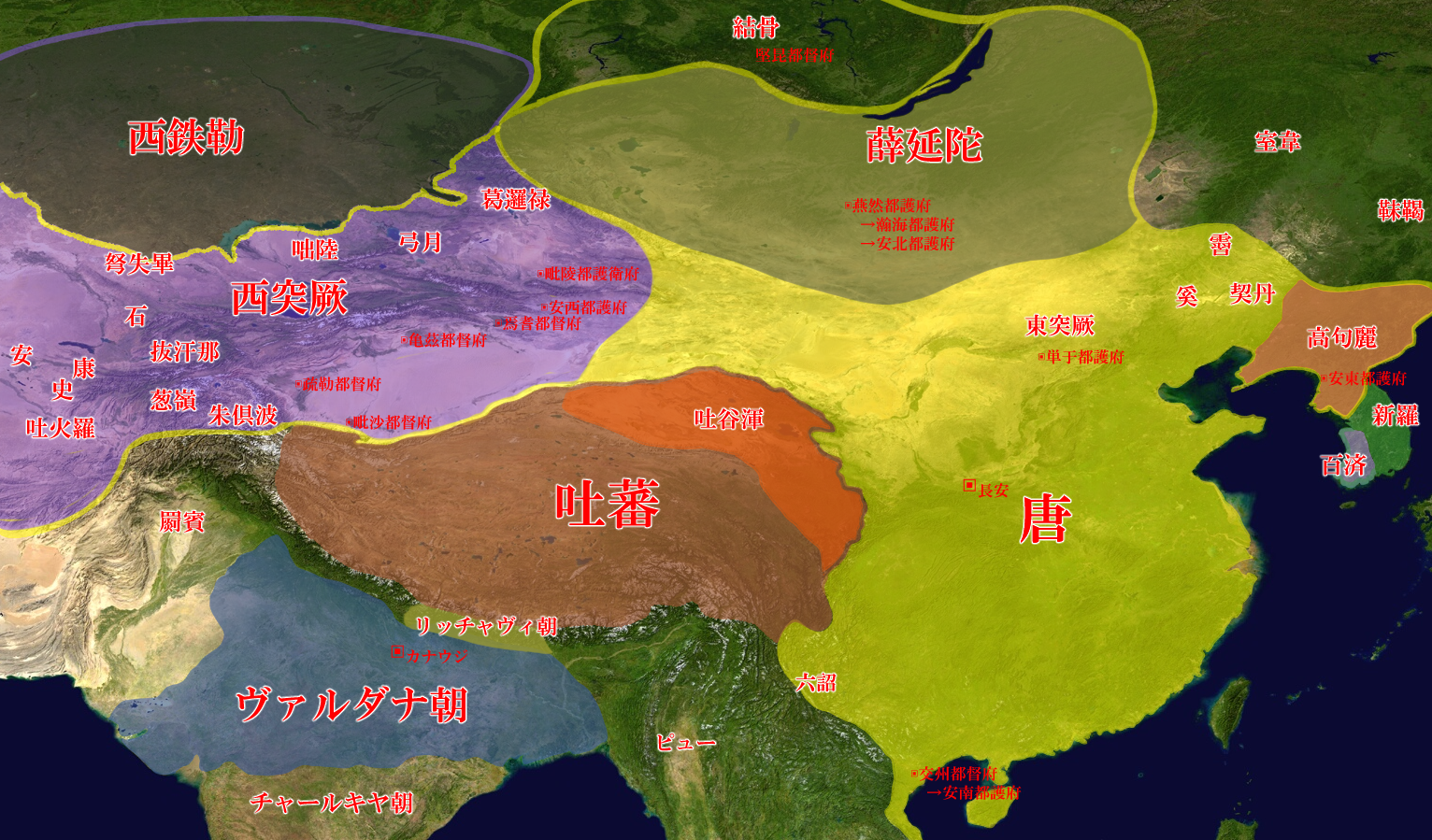
7世紀の周辺国。

ソンツェン・ガンポ王が死ぬと、王の子グンソン・グンツェンと文成公主の子であるマンソン・マンツェン（在位：650年 - 676年）が8歳で即位し、大論（宰相）ガル・トンツェン（在任：652年 - 667年）が国政を執った。 663年、吐谷渾の大臣が吐蕃に投降したのを機にガル・トンツェンは兵を率いて吐谷渾を征圧する。さらに唐の制度を参考に吐蕃の行政，軍事，租税登録，徴発制度を改めて整備した。
667年にガル・トンツェンが死去すると、長子のガル・ツェンニャドムプ（チベット語: མགར་བཙན་སྙ་ལྡོབ་བུ）が大論の位を継いだ。弟のガル・ティンリン（チベット語: མགར་ཁྲིང་འབྲིང་བཙན་བྲོད་）は積極的に唐の西域で軍事行動を行い、670年、唐の安西都護府管轄の安西四鎮（亀茲、焉耆、于闐、疏勒）を攻め落として天山南路を遮断した。唐は10万の大軍を率いて反撃に出たが、ガル・ティンリンは40万の大軍を用いて、青海湖南の大非川で唐軍を大いに打ち破った（大非川の戦い）。しかし、吐蕃は天山南路の諸都市を統治せず、撤退して東部での戦争を始める。唐はこの戦争で痛手を受けた上、新羅が反乱を起こした（唐・新羅戦争）。
676年、マンソン・マンツェン王が死去し、ティドゥ・ソンツェン（ཁྲི༌འདུསསྲོང༌བཙན）王が即位すると、大羊と熱桑部が背くも短期間のうちに鎮圧された。唐はこの間に再び新羅を冊封して東方を固め、678年に中書令の李敬玄が18万の兵で青海へ侵攻してきたが、ガル・ティンリンはこれを撃退した。このとき唐の前軍の将が捕虜となっている。
680年、唐と吐番の友好に尽力した文成公主が40年の滞在を経て吐蕃にて死去。唐より使者が遣わされ弔意を表される。
683年、現四川省の柘州・翼州で略奪を働いて迎撃に出た唐軍を打ち破り、また隴右に転戦して藩鎮の河源軍を破っている。翌684年にも吐谷渾の騒乱を収拾するなど、ガル・ティンリンの威勢は東部に於いて王に警戒される程となった。
692年、唐は軍を起こして西域へ侵攻、安西四鎮は陥落した。696年、唐に対して勝利を収めた。
699年、ティドゥ・ソンツェン王は東部に割拠して国政を王と二分していたガル一族の排斥を目論み、軍を率いてガル氏の拠点を襲撃し大論のガル・ティンリンを自殺に追い込んだ。この粛清劇により、ガル氏は表舞台から消えた。
この頃、吐蕃に茶葉と喫茶の習慣がもたらされ、陶器が造られるようになる。

### 唐との講和と南詔の冊封

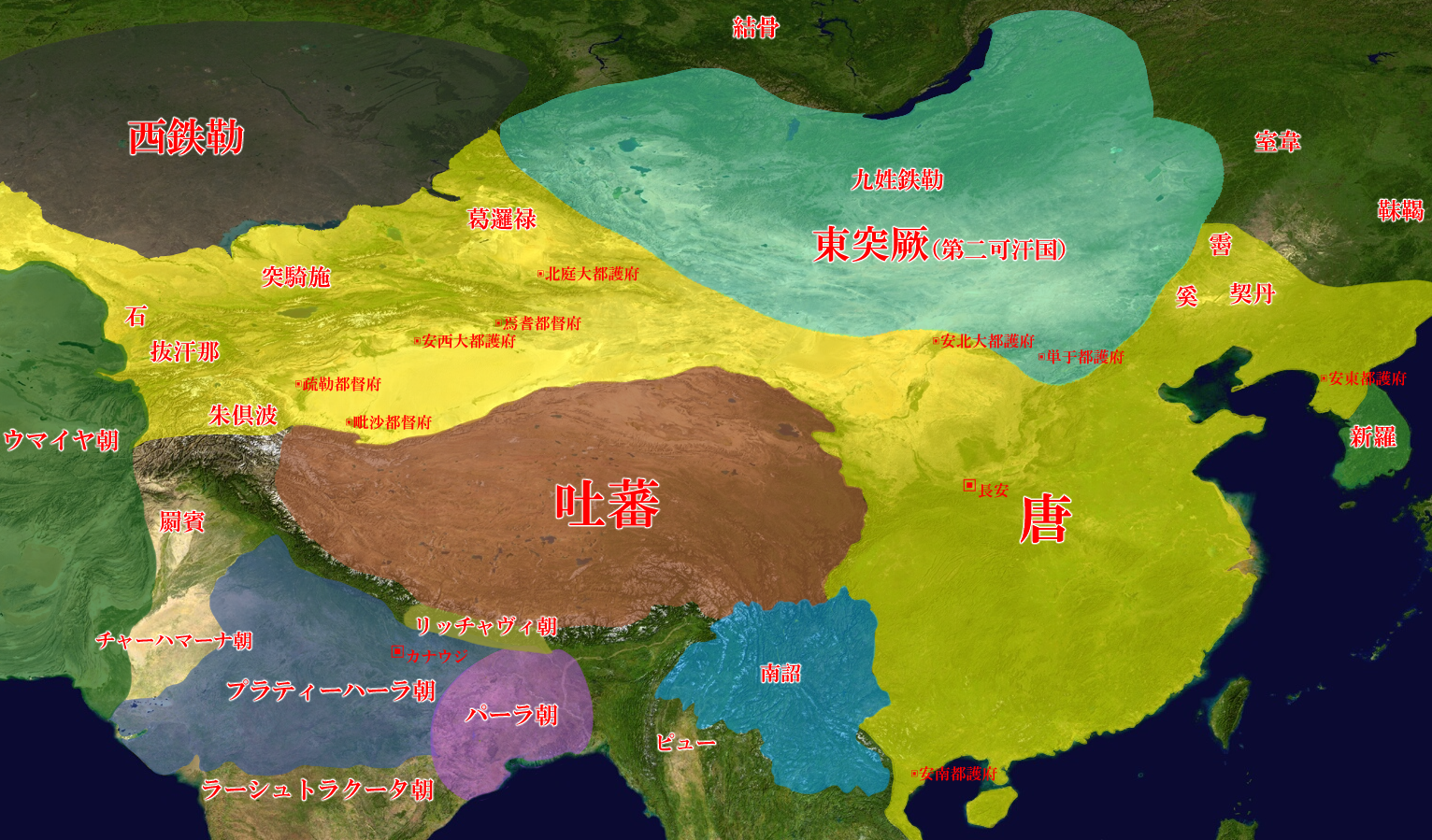
7世紀後半から8世紀前半の周辺国。

704年、ティドゥ・ソンツェン王が南詔親征中に戦死すると継承争いが起きたが、712年にティデ・ツクツェン（在位：704年 - 755年、別名：メー・アクツォム）が即位し、祖母（チマル）方のブロ氏が政権を掌握したが政権は安定せず、デレンパノナンジャ（チベット語: ལྡེག་རེན་པའ་མནོནསྣང་གྲགས ldeg ren pah mnonsnang rjags、中: 岱仁巴農嚢扎）やケガドナン（チベット語: ཁེ་རྒད་མདོ་སྣང་ khe rgad mdo snang、中: 開桂多嚢）が反乱を起こし、吐蕃王族が国王に就いていた属国のネパールも背いた。チマルは乱を鎮圧し、吐蕃は唐の則天武后に妃として公主を求めた。唐はこれに応じ、吐蕃は710年に中宗の養女である金城公主を迎える。大臣シャン・ツェントレレジン（チベット語: ཞང༌བཙན༌ཏོ༌རེ༌ལྷས༌བྱིན shang btsan to re lhas byin、中: 尚賛咄）が公主を迎えに長安へ赴いたとき、宮中で馬球試合が行われたという。
チマルの没後、712年に大論バー・クリジシャンネン（チベット語: དབའས་ཁྲི་གཟིགས་ཞང་ཉེན dbavs khri gsigs shang nyen、中: 韋·乞力徐尚年）が任命され摂政したが、国威は振るわなかった。713年には以前から要請していた河西九曲の地（現：青海省東南部黄河曲部、同仁県周辺）を金城公主の斎戒沐浴地として唐から贈られた。
722年、吐蕃はギルギット（現：パキスタン）を占領したが、710年代-730年代は連年唐（蕭嵩）と戦うも反間の計に掛かり歴戦の大論（宰相）バー・タクラ・コンロェ（チベット語: དབའས་སྟག་སྒྲ་ཁོང་ལོད dbavs stag sgra khong lod、中: 韋·達扎恭略、通称：中: 悉諾邏恭禄）を処刑した事もあって、東部の諸城を落とされるなど軍事的劣勢が続き、度々唐と講和した。739年、金城公主は吐蕃にて死去する。

### 吐蕃・唐の内乱と唐の弱体化
751年、トゥーラーンの支配権を巡って唐は、前年のザーブ河畔の戦いに勝利して誕生したばかりのアッバース朝とタラス河畔の戦いを行なったが、カルルクがアッバース軍に寝返り、敗れた唐は中央アジアの覇権を失った。同年、唐の剣南節度使、鮮于仲通が南詔に大敗。752年、唐に攻められた南詔国王閣羅鳳が吐蕃に助けを求め、王は閣羅鳳を王弟として冊封する。754年に唐の楊国忠が派遣した姚州都督・侍御史の李宓が南詔を攻撃した際には、兵を送り南詔と共に唐軍を破った。
ティデ・ツクツェン王の時代は唐や西域から仏僧を拉致或は招き、また寺院の建造が度々行われるなど積極的に仏教が布教されていたが、754年に大論（宰相）であった功臣のラン・ニェーシク（チベット語: ལང་མྱེསཟིགས lang myes zigs、中: 朗梅色）とバル・ケサン・ドンツァブ（チベット語: འབལ་སྐྱེས་ཟང་སྡོང་ཚབ vbal skyes zang ldong tshab、中: 末東則布）が謀反し、755年にティデ・ツクツェン王が近衛兵によって殺害されスムパ族（蘇毗）も反乱を起こした。ティデ・ツクツェンの子ティソン・デツェン（在位：755年 - 797年）は乱を鎮圧して蘇毗族も滅ぼし王位を継ぐが、実権は大論（宰相）シャン・マシャン・ドムパ・ケ（チベット語: ཞང་མ་ཞང་གྲོམ་པ་སྐྱེས zhang ma zhang grom pa skyes、中: 瑪祥仲巴傑）を筆頭とする外戚が握っており、仏教を崇拝していた前君の横死を理由に外国人の高僧を国外へ追放し仏教を法律で禁じた。

### 唐との戦争とサムイェー寺の宗論

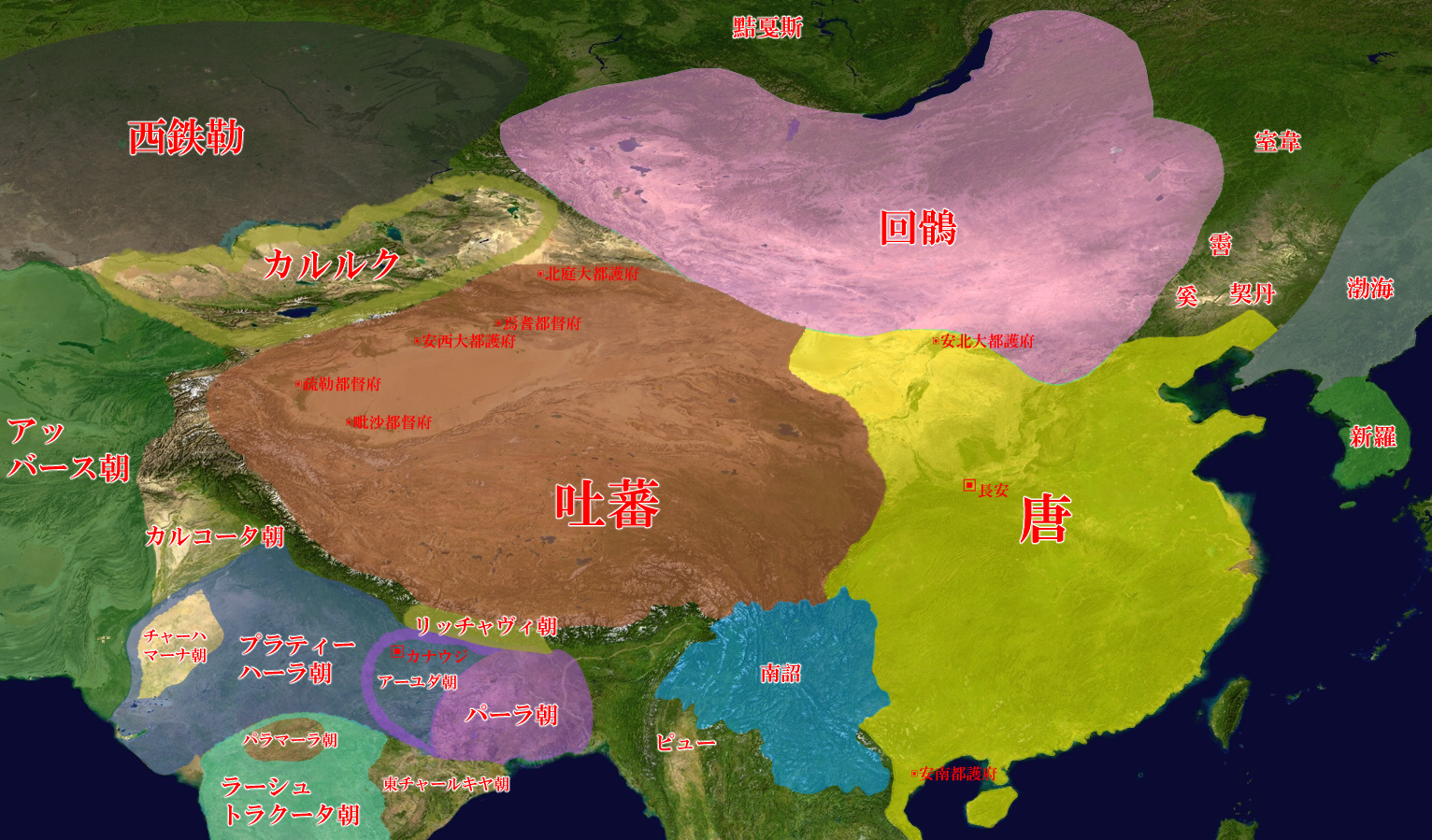
8世紀後半の吐蕃と周辺国

755年に唐で安史の乱が起こると唐朝廷へ支援を申し出る使者に内情を探らせると共に連年唐の領土で略奪を繰り返していたが、761年にティソン・デツェン王は外戚の専横を抑制して親政を始めると共に仏教禁令を解き、今度はインドから高僧を招き、四川から北宗禅僧の金和尚を招聘。後にこの両派は対立し、サムイェー寺の宗論を起こす。763年にNganlam Takdra Lukhongが大軍を率いて本格的に唐領へ軍を進めると大した抵抗を受けること無く唐西部の河西、隴右地区（現：青海省東部および甘粛省）の6州の降伏を受け占領した。763年、唐の首都長安へ兵を進めると、ここでも戦闘を交える事無く長安を占領した。763年10月、唐の長安を占領し金城公主の兄弟・李承宏を帝位に据えるが、陣中に疫病が流行り唐が反撃に出ると、半月後に長安から撤退した（この戦役を記念するために「ゾルの外の碑」が建てられる）。これ以降、吐蕃は西域で唐に対して優勢を保った。
774年、王はインドから高僧シャーンタラクシタとパドマサンバヴァを招いて仏教を復興させた。779年、吐蕃と属国の南詔の異牟尋（在位：779年 - 808年）王は20万の大軍をもって四川の成都に侵攻したが、統制を回復していた唐軍に撃退された。同年、修行寺院であるサムイェー寺が落成し、経典解説や説法などの活動が開始され多くの仏典が翻訳された。王は、等級に応じて僧侶に食物や生活用品を支給、さらに王子，后妃，臣民の前で永遠に仏法を行うことを誓約し、王子たちには仏法を学ぶことが義務づけられ、仏教が厚く保護された。
781年から長年にわたる沙州（敦煌）包囲の末、786年に占領に成功する。その地の高僧摩訶衍を吐蕃に招聘した。787年にシャーンタラクシタが死去すると、インド仏教系の僧と中国系仏教の禅宗との関係が悪化。禅宗を禁教にさせることに成功した。790年、ジュンガル盆地の白突厥やカルルクと南シベリアのキルギス部を誘って、唐・ウイグル連合軍の居る北庭都護府を占拠すると、ウイグル・唐連合軍との50年に渡る戦争に突入。791年、摩訶衍が皇后（没盧氏）を出家させると、792年に摩訶衍はティソン・デツェン王の勅命によって、チベットの地での布教を許可された。また、禅の信徒の抵抗で794年に禁教も解除された。これに危機感を募らせたインド系仏教はインドから高僧カマラシーラを招聘した。王は摩訶衍とカマラシーラに命じて、サムイェー寺で“悟り”について法論を闘わせた（サムイェー寺の宗論、792年 - 794年）。その結果、敗れた中国系仏教の禅宗頓門派の教えが禁じられた。797年頃、摩訶衍は敦煌へ放逐された。

### 仏教の国教化を巡る対立と廃仏令
797年、ティソン・デツェン王が死去。その子、ムネ・ツェンポ王が即位。王は臣民にボン教寺院と僧侶への布施を命じ、貧富の平均化を図るが、成功しないまま在位二年足らずで死去する。これは母妃ツェパン・サ・マギャルドンカ（チベット語: ཚེས་པང་ཟམོ་རྒྱལ་ལྡོང་སྐར tse spang ma rgyal ldong skar、中: 蔡邦·瑪加東格）による毒殺とされている。798年、ムネ・ツェンポ王の死後、その弟、ティデ・ソンツェン（別名：セナレク）が王位を継いだ。810年頃、ティデ・ソンツェン王は仏教に篤く、王妃，同盟小国の王子，大臣たちを召集し、子々孫々仏法を奉じ、今後、新たに娶る王妃には仏教信仰を誓約させることを規定した。さらに、僧侶の中からタンボという僧官を選び寺院管理を任せ、高僧ニャンティンエシン（チベット語: མྱང་ཏིང་ངེ་འཛིན་、中: 娘·定埃增）をバンチェンポ（チベット語: བང་ཆེན་པོ་、中: 缽闡布）として大論（宰相）の上に置き、国政を司らせた。
ヤアクービーの伝えるところによれば、吐蕃がトランスオクシアナの中心都市サマルカンドを占領した。811年、ウイグル・唐軍による2度目の北庭都護府奪還とジュンガル盆地制圧によりカルルクがウイグルに服属、次第に旗色が悪くなる。トルキスタン(現在のアルタイ山脈パミール高原以西、アム河以北の中央アジア東部)を支配する吐蕃からアッバース朝のカリフ・マアムーンに黄金の贈り物があり、後にメッカのカアバに送られた。
814年、ティデ・ソンツェン王は、インド，西域，漢土から仏教の高僧を招いて仏典を翻訳させ、訳語を統一し、チベット語の語句を整理し、声明学に合致すべきこと、仏教経典の意味に合致すべきこと、吐蕃人にとって理解しやすいこと、という仏典翻訳の三大原則を決めた。815年にティデ・ソンツェン王は死去した。
その子、ティツク・デツェン（別名：レルパチェン）王が王位を継いだ。821年、吐蕃は長安に使節を送り、唐の大臣たちと和解の盟約（長慶会盟）を行う。822年、唐の使節劉元鼎がラサに到り、吐蕃の大論（宰相）たちと盟約を行い、翌年、ラサの大昭寺の前に唐蕃会盟碑を建立した。これによって吐藩と唐の間で和解が成立する。
このころ、チベットは仏教を国教とし始め、828年、ティツク・デツェン王の命令により大蔵経(一切経)をチベット語に翻訳、編纂を始めた。これらの大蔵経の目録はサムイェー、パンタン等に保存されている。これがチベット語での仏教経典の収集整理のはじまりになった。さらに、七戸の民で僧侶一人を養い、僧に不敬を働く者を厳罰に処す命令を下した。しかし、これは民衆の不満を引き起こした。
840年頃には河西・隴右・西域の全域を奪還され、ウイグルと講和したが、吐蕃の支配層に内紛が発生した。841年、ティツク・デツェン王は大論（宰相）バー・ギャルトレ（チベット語: དབས་རྒྱལ་ཏོ་རེ dbavs rgyal to re、中: 韋・甲多熱、別名：結都那 ウェイダナジェン）らに絞殺され、その兄弟ラン・ダルマ王が即位する。843年、ラン・ダルマ王は仏教に反対する大論（宰相）ウェイダナジェンに扇動され廃仏令を下し、仏寺や仏像を封鎖破壊し僧に還俗を迫り、反抗する高僧を殺害、経典や文物を焼却した。これに対し仏教を信仰する人々は不満を高まらせた。
842年（846年?）、ラン・ダルマ王は、変装して近づいた仏僧のラルン・パルギ・ドルジェに胸を矢で射られて暗殺される。

### 南北分裂と民衆蜂起
その後、王の子ユムテンとウースンによる王位継承争い（チベット語: དབུ་གཡོར་འབྲུག་པ、伍約の戦い）が勃発し国は南北に分裂する。これを見た唐軍はチベットに対し軍を進め安史の乱時に吐蕃が占領した河西，隴右各地を唐に奪回される。851年、沙州（敦煌）で張議潮による民衆軍、帰義軍の反乱が起き吐蕃の駐留軍が追い出される。これによって瓜州，沙州，伊州，粛州等11州が唐に復帰し、唐は張議潮を帰義軍政権の節度使に封じた。869年、吐蕃の地方貴族と平民たちが、支配層に対する叛乱（チベット語: འབངས་ཀྱི་ཁེང་ལོག་རྣམས་རིམ་བར་བྱང、中: 各種屬民奴隸起義）を起こす。877年には叛乱勢力がロカ地方（波窩地方）のヤルルン渓谷を占領し、吐蕃は滅亡した。チョンギェー地方の歴代王陵は荒らされ、王家の後裔は四散した（吐蕃の崩壊）。

## 歴代ツェンポ
＊佐藤長「王統表並に宰相表」および山口瑞鳳「吐蕃王家」による。チベット統一時期以前の伝説時期も含めたヤルルン王家の歴代については吐蕃王朝の国王一覧を参照。吐蕃の王は自称としては姓を持たなかった。
| 代数 | 名前(Wylie式)             | 生没年        | 在位          | 新旧『唐書』の表記       | カナ表記（佐藤）                     | カナ表記（山口）       | カナ表記（岩尾）                 |
| ---- | ------------------------- | ------------- | ------------- | ------------------------ | ------------------------------------ | ---------------------- | -------------------------------- |
| -    | gnam ri srong btsan       | ??–630        | ??-630        | 南日松賛                 |                                      |                        | ナムリソンツェン                 |
| I    | srong btsan sgam po       | 581?,617?–649 | 594?,630?–649 | 棄宗弄讃                 | ソンツェンガムポ                     | ソンツェン・ガムポ     | ティソンツェン,ソンツェンガムポ  |
| --   | gung srong gung btsan     | –             | 638–643       | –                        | グンソングンツェン                   | グンソン・グンツェン   | グンソングンツェン               |
| II   | mang srong mang btsan     | –             | 649–647       | –                        | マンソンマンツェン                   | マンルン・マンツェン   | マンソンマンツェン               |
| III  | 'dus srong mang po rje    | –             | 676–704       | 器弩悉弄                 | チドゥソン                           | ティ・ドゥーソン       | ティドゥーソン                   |
| --   | lha bal po                | –             | 704–704       | –                        | –                                    | –                      | ラペルボ                         |
| IV   | khri lde gtsug btsan      | –             | 705頃–755頃   | 棄隸蹜賛、尺帯珠丹       | チデツクツェン                       | ティデ・ツクツェン     | ティデツクツェン                 |
| V    | khri srong lde btsan      | –             | 755頃–797     | 乞黎蘇籠猟賛、娑悉籠猟賛 | チソンデツェン                       | ティソン・デツェン     | ティソンデツェン                 |
| VI   | mu ne btsan po            | –             | 796頃–798     | –                        | ムネツェンポ                         | ムネ・ツェンポ         | ムネツェンポ                     |
| VII  | khri lde srong btsan      | –             | 798–815       | 墀松徳賛                 | チデソンツェン                       | ティデ・ソンツェン     | ティデソンツェン                 |
| VIII | khri gtsug lde btsan      | –             | 815–841       | –                        | チツクデツェン、レーパチェン         | ティツク・デツェン     | レルパチェン、ティツクデツェン   |
| IX   | glang dar ma 'u dum btsan | –             | 841–842       | 達磨                     | ダルマ、ラン・ダルマ・ウドゥムツェン | ダルマ・ウドゥムツェン | ウドゥムツェン,ダルマ,ランタルマ |

## 史跡
- チョンギェー地方には、ソンツェンガムポ王ら吐蕃の歴代王陵墓（英語版）がのこり、この王家の最初のユムブラカン宮殿（英語版）もある。
- ラサのトゥルナン寺（大昭寺）の門前には、822年に中国との間で締結された講和条約と両国の全権代表の名をチベット文、漢文の両言語で記した唐蕃会盟碑がある。